# 龔翔宇
龔 翔宇（きょう しょうう または こん しょうう、ラテン翻記:Xiangyu Gong、1997年4月21日 - ）は、中華人民共和国の女子バレーボール選手である。中華人民共和国代表。

## 来歴
江蘇省チームのユース部門でバレーボール競技を始めた。2013年にはナショナルチームユース代表に選出され、世界ユース選手権に出場し優勝を果たす。2015年の世界ジュニア選手権にも出場した。
2015/16シーズンから江蘇省チームのトップチーム入りし、中国バレーボールリーグデビューを果たすと決勝進出も果たしている。2016年にはシニア代表入りし、モントルーバレーマスターズに出場、中国の6年ぶり優勝に大きく貢献し自らもベストオポジット賞に輝いた。同年8月に開催されたリオデジャネイロオリンピックに出場した。2018年の世界選手権で銅メダルを、2019年ワールドカップで金メダルを獲得した。

## 球歴
- シニア代表
  - オリンピック - 2016年、2021年、2024年
  - 世界選手権 - 2018年
  - ワールドカップ - 2019年
  - グラチャン - 2017年
- ジュニア代表
  - 世界ジュニア選手権 - 2015年（9位）
- ユース代表
  - 世界ユース選手権 - 2013年（優勝）

## 所属チーム
- 江蘇（2015年-）

## 受賞歴
- 2016年 - モントルーバレーマスターズ ベストオポジット